# Reino da Holanda
O Reino da Holanda (francês: Royame de Hollande, holandês: Koningrijk Holland) foi criado a 5 de Junho de 1806, quando o Imperador Napoleão substituiu a República Batava por uma monarquia sob o reino do seu irmão Luís Bonaparte, o rei Luís I da Holanda. O nome da província mais conhecida dos Países Baixos, a Holanda, foi usada para se referir a todo o país.
O Reino da Holanda era um estado fantoche francês que existiu de  5 de Junho de 1806 a 9 de Julho de 1810. O seu território fazia fronteira com o Mar do Norte a Oeste e Norte, a Confederação do Reno a Este e o Primeiro Império Francês a Sul.

## Reis
- 1806-1810: Luís I
- 1810: Luís II, com seis anos de idade.

## História
Napoleão ordenara ao irmão que este continuasse Francês, mas Luís Napoleão apresentou-se como um rei verdadeiramente Holandês. Este tinha-se oposto à introdução de medidas francesas negativas para a Holanda, como a conscrição e o Bloqueio Continental. O rei tinha como lema: D'ou vel ainsi ni d'homme (nl: Doe wel en zie niet om, que significa: Faz o bem e não olhes para trás). Os seus esforços para ser bem visto pela população Holandesa, eram por sua vez mal vistos pelo seu irmão.
Em 1809, a invasão Inglesa da ilha de Walcheren foi derrotada pelos exércitos Franceses e Holandeses, mas o imperador Napoleão Bonaparte achava a acção demasiado hesitante, e a reputação de Luís sofreu.
Assim, durante o Inverno de 1809-1810 já se falava de dissolver o reino da Holanda. Por decreto imperial, Napoleão meteu o sul do reino sob o governo Francês, e mais tarde seguiu-se o resto do território. Luís Napoleão abdicou, esperando dessa forma preservar a independência da Holanda. No dia 1 de Julho, o seu jovem filho de seis anos, Napoleão Luís Bonaparte foi formalmente consagrado rei Luís II da Holanda, mas o imperador Napoleão negligenciou esta decisão e anexou os Países Baixos semanas mais tarde, a 13 de Julho de 1810.
Os Países Baixos foram parte do Primeiro Império Francês por mais três anos, até Novembro de 1813. O rei Guilherme I desembarcou em Scheveningen no dia 13 de Novembro de 1813 e, uns dias mais tarde, tomou o título de Soberano.

## Divisão Administrativa
O Reino da Holanda estava dividido em 9 departamentos:
- Holanda
  - Amstelland (a partir de 1807)
  - Maasland (a partir de 1807)
- Gueldres
- Brabante Batava
- Frísia
- Overijssel
- Zelândia (Países Baixos)
- Stad en Lande Groningen
- Utrecht
- Drente
- Frísia oriental (depois de 1807)

A 13 de Abril de 1807, o departamento da Holanda foi dividido em dois departementos: Amstelland e Maasland.
Durante a Quarta Coalizão, os exércitos Franceses e Holandeses ocuparam a Frísia oriental Prussa e a Jeverland Russa. Em 1807 estas duas regiões são adicionadas ao Reino da Holanda e faz-se o 11º departamento da Frísia Oriental.
O Ducado de Limburgo, a ilha de Walcheren e a Flandres Zelandesa não pertenciam ao Reino da Holanda, e, como a Bélgica, estas regiões caíam directamente sob o governo do Império Francês.

## Consequências Históricas
O Reino da Holanda pôs um fim à república Batava.
O rei Luís mudou a capital do país em 1808, da Haia para Amesterdão, e instalou-se no Palácio Real de Amsterdão, que até agora era o paços do conselho de Amsterdão. Depois de 1813, Amesterdão continua a ser a capital formal dos Países Baixos, mesmo que a Haia seja a sede do governo Holandês.
No plano cultural, Luís I exerceu igualmente a sua influência. Ele estimulou as artes e ciências holandesas, entre outras acções, ao fundar o Instituto Real das Ciências, precursor da Academia Real Holandesa das Artes e Ciências e a Biblioteca Real dos Países Baixos. Ele iniciou a fundação ulterior do Rijksmuseum actual, ao instalar temporariamente a coleção do Rijksmuseum da Haia no Palácio Real de Amesterdão.
No plano religioso, ele fundou as caixas para os católicos que, depois de um século de opressão, queriam construir igrejas.
No fim de contas, Luís I parece ter feito bem aos Países Baixos.
Depois do período francês, os Oranges tomaram conta do governo do país, desta vez como reis. Muitas reformas institucionais do governo iniciadas por Luís I foram seguidas. O governo sem centro, que tinha pouca eficácia, da antiga república, foi modernizado.